# 2020年香港立法會選舉新民主同盟黨內初選
2020年香港立法會選舉新民主同盟黨內初選是新民主同盟就參加2020年香港立法會選舉決定參選人之初選。
新民主同盟於3月25日召開執委會，啟動黨內甄選程序。

## 參選人
以粗體顯示者為初選勝出人。 

### 新界西
- 譚凱邦 - 現任荃灣區議會議員（馬灣選區）

### 新界東
- 范國威 -現任西貢區議會議員（運亨選區），前立法會議員（新界東）、香港本土召集人[2]

### 區議會（第一）
- 任啟邦  - 現任大埔區議會議員（怡富選區）

### 區議會（第二）
因沒有黨員報名，不提名。

## 選舉結果
2020年6月7日，新民主同盟公布2020年立法會選舉推薦名單，聲明如下：
|              | 新民主同盟已完成召開特別黨員大會，通過並推薦以下黨員籌組參選團隊參與2020年立法會選舉： - 地區直選 - 新界東：范國威 - 新界西：譚凱邦 - 功能組別 - 區議會(第一)功能界別：任啟邦 此外，特別黨員大會通過議決，授權執行委員會，如遇緊急情況未能召開特別黨員大會，可就著立法會選舉的情形及最有利民主派爭取立法會議席過半的策略需要，必要時為新民主同盟二零二零年立法會選舉的正式參選名單作最後決定。 新民主同盟將和香港人在亂世中並肩同行，一同戰勝黑暗，重奪我們的香港。 |
| ——新民主同盟 | |

## 後續發展

### 民主派初選

#### 選舉結果
| 選區           | 選區 | 參選人 | 得票數 | %    | 結果  |
| -------------- | ---- | ------ | ------ | ---- | ----- |
| 新界西地方選區 |      | 譚凱邦 | 4,865  | 2.76 | 第8名 |
| 新界東地方選區 |      | 范國威 | 10,156 | 6.18 | 第7名 |

備註
- 候選人任啟邦所參與之區議會（第一）功能組別並未設初選。

## 資料來源
1. ↑  吳倬安. . 香港01. 2020-03-30  [2020-03-30]. （原始内容存档于2020-09-01） （中文（香港））.
2. ↑  . Apple Daily 蘋果日報.   [2020-04-15]. （原始内容存档于2020-04-15） （中文（香港））.
3. ↑  梁穎妍. . 蘋果日報. 2020-06-07  [2020-06-07]. （原始内容存档于2020-06-07） （中文（香港））.
4. ↑  周禮希. . 香港01. 2020-06-07  [2020-06-07]. （原始内容存档于2020-06-07） （中文（香港））.
5. ↑  . 立場新聞. 2020-06-07  [2020-06-07]. （原始内容存档于2020-06-07） （中文（香港））.
6. ↑  . www.facebook.com.   [2020-05-30] （中文（简体））.